# 27572 Shurtleff
27572 Shurtleff è un asteroide della fascia principale. Scoperto nel 2000, presenta un'orbita caratterizzata da un semiasse maggiore pari a 3,0270938 UA e da un'eccentricità di 0,0324424, inclinata di 1,35790° rispetto all'eclittica.